# Noardeast-Fryslân
Noardeast-Fryslân est une commune néerlandaise, située dans la province de Frise, créée le 1er janvier 2019. Sa ville principale et chef-lieu est Dokkum. La population s'élève à 45 181 habitants.

## Géographie
La commune occupe le nord-est de la province de Frise. Baignée par la mer des Wadden au nord, elle est limitrophe de la province de Groningue à l'est.

## Toponymie
Le nom de la commune signifie « Frise du nord-est » en frison occidental.

## Histoire
La commune est créée le 1er janvier 2019 par la fusion des communes de Dongeradeel, Ferwerderadiel et Kollumerland en Nieuwkruisland.

## Démographie
Le 1er janvier 2019, la population s'élevait à 45 181 habitants.

## Politique et administration
La commune est administrée par un bourgmestre nommé et un conseil municipal de vingt-neuf membres élus.
| Période          | Période        | Identité        | Étiquette | Qualité |
| ---------------- | -------------- | --------------- | --------- | ------- |
| 1er janvier 2019 | 6 janvier 2020 | Haijo Apotheker | D66       |         |
| 6 janvier 2020   | en cours       | Johannes Kramer | FNP       |         |